# Wapen van Eestrum

Wapen van Eestrum

Het wapen van Eestrum is het dorpswapen van het Nederlandse dorp Eestrum, in de Friese gemeente Tietjerksteradeel. Het wapen werd in 1984 geregistreerd.

## Beschrijving
De officiële blazoenering luidt in het Fries als volgt:
dield: 1. yn sulver in weetier fan grien mei 2 blêden; 2. yn grien in skieppekop fan sulver, fan siden sjoen.
De Nederlandse vertaling luidt als volgt:
gedeeld: 1. in zilver een tarweaar van groen met 2 bladen; 2. in groen een schapenkop van zilver, van de zijkant gezien.
De heraldische kleuren zijn: zilver (zilver) en sinopel (groen).

## Symboliek
- Schapenkop: de plaatsnaam Eestrum zou te verklaren zijn als "schapenhok".[2]
- Tarweaar: symbool voor het agrarische karakter van het dorp. Zo werd er in Eestrum naast veel tarwe ook veel haver verbouwd voor het vee.[2]
- Kleurstelling: ontleend aan het kwartier van Suameer in het wapen van Tietjerksteradeel.[2]

Het wapen van Tietjerksteradeel.

## Zie ook

Vlag van Eestrum